# آکادمی دولتی هنرهای زیبای ارمنستان
آکادمی دولتی هنرهای زیبای ارمنستان (ارمنی: Հայաստանի գեղարվեստի պետական ակադեմիա) یک دانشگاه دولتی است که در ایروان ارمنستان واقع شده است. در سال ۱۹۴۶ بنیانگذاری شد و به صورت مشترک با انستیتو دولتی تئاتر و هنر فیلمبرداری ایروان فعالیت می‌کرد که در سال ۱۹۹۴ آکادمی هنرهای زیبا مستقل شد.
این آکادمی در در شماره ۳۶ خیابان ایساهاکیان در ناحیه کنترون ایروان واقع شده است.
رئیس این آکادمی پروفسور وارطان آزاتیان است.

## روسا
- آرام سارگسیان ۱۹۵۹–۱۹۴۵
- مارتین چاریان ۱۹۷۴–۱۹۵۹
- واهاگن مکرتچیان ۱۹۹۴–۱۹۷۴
- آرام ایسابکیان
- وارطان آزاتیان -۲۰۲۴

## برخی از فارغ التحصیلان مشهور
- کارن آقامیان
- آرکادی باغداساریان
- روبرت الیبکیان
- ورویر گالستیان
- گریگور خانجیان
- سیران خاتلاماجیان
- لوون ماناساریان